# Dan te Lion
Dan te Lion（ダンテライオン）は、日本のガールズユニット、アビライズ所属。

## 概要
ユニット名は「たんぽぽ（英語でダンテライオン）」と詩人「ダンテ」に由来している。
綿毛のような拡散力でふんわり力強く皆様の心に根付きたいと「笑顔の拡散力」をキーワードに活動、またダンテの叙事詩「神曲」の言葉の力強さを独自の解釈で制作のひとつのモチーフとしている。

## 略歴
- 2017年11月8日 - 結成。メンバーは染谷音羽 ・花野夏咲・成瀬ゆりあ・大木理穂・月島じゅり・天塔梨奈。
- 2018年2月18日 - 新木場スタジオコーストにてステージデビュー。
- 2018年7月7〜8日 - 横浜赤レンガ倉庫で開催されたアイドル横丁夏まつり!!に出演[5]。
- 2019年2月18日 - 新宿ブレイズにて1周年ワンマンライブ開催[6]。
- 2019年8月18日 - 名古屋LionTheaterにてワンマンライブ開催[7]。
- 2019年10月 - 天塔梨奈　卒業、大木理穂　脱退。
- 2020年2月18日 - Shibuya O-EASTにて2周年ワンマンライブ開催[8]。
- 2020年8月1日 - IDOL研究生ユニット SEED から大高羽月が加入。
- 2020年11月15日 - 主催イベント「#拡散Φ輝望」がvol.50を迎える[9]。
- 2021年1月11日 - 月島じゅり、卒業。
- 2021年2月18日 - 新宿ZircoTokyoにて#拡散Φ輝望 vol.64 ~Dan te Lionステージデビュー3周年記念~ 公演開催。
- 2022年2月22日 - Shibuya O-EASTにて4周年ワンマンライブを開催、8月16日新宿BLAZEワンマン公演をもって解散と発表[10]。
- 2022年3月7日 - 主催イベント「#拡散Φ輝望」がvol.100を迎える[11]。

## 作品

### CD
- 2018.09.05 1st maxi single『Re:SISTANCE』(HLDN-1011)[12]
  -     1. Re:SISTANCE
    2. VAMPIRE
    3. Crazy-SUN
    4. 永遠と未来へ
    5. （ボーナストラック）
    6. Re:SISTANCE -off vocal ver.
    7. VAMPIRE -off vocal ver.
    8. Crazy-SUN -off vocal ver.
    9. 永遠と未来へ-off vocal ver.

- 2021.02.03 2nd maxi single 『Little Braver』(ABR-1)[13]
  -     1. Little Braver
    2. ハカナシ
    3. 透明人間 -DtL.version-
    4. Little Braver -instrumental-
    5. ハカナシ -instrumental-
    6. 透明人間 -instrumental-

### 配信リリース
(この節の出典: 、)
- 2018.01.17「サンプル。」
  -     1. Go My Way
    2. パリピポタイム
    3. 慟哭

- 2018.07.11 「綿毛たちの旅」
  -     1. 未来創始者
    2. Say good bye
    3. INFINITY∞

- 2018.10.03 「光」
  -     1. Crazy-SUN
    2. 永遠と未来へ
    3. パリピポタイム – After Debut version
    4. LIAR (YuRiA from Dan te Lion)
    5. きっとある

- 2018.10.03 「闇」
  -     1. Re:SISTANCE
    2. VAMPIRE
    3. 慟哭 – After Debut version
    4. Go My Way – After Debut version
    5. Go My Way – LONG version

- 2019.02.20 「SHINKYOKU」
  -     1. Guilty
    2. Meet Again
    3. Bless you
- 2019.12.25 「録 -ROKU-」

- -     1. Make Some Noise
    2. Go My Way
    3. Go My Way - After Debut version
    4. Go My Way - LONG version
    5. パリピポタイム
    6. パリピポタイム - After Debut version
    7. 慟哭
    8. 慟哭 - After Debut version
    9. 未来創始者
    10. INFINITY∞

- -     1. Say good bye
    2. Re:SISTANCE
    3. Dream Seeker
    4. VAMPIRE
    5. 永遠と未来へ
    6. Crazy-SUN
    7. LIAR (YuRiA from Dan te Lion)
    8. きっとある
    9. まじかるハロウィン (なつPONず(Dan te Lion))
    10. Described Colour

- -     1. 星降る夜空の下で (なつPONず(Dan te Lion))
    2. Guilty
    3. Meet Again
    4. To Dream (花野夏咲 from Dan te Lion)
    5. 花びら舞い散る刻にまたここで逢いましょう　(YuRiA from Dan te Lion)
    6. Bless you
    7. 切愛　(染谷音羽 from Dan te Lion)
    8. DO or DiE
    9. Parallel World (大木理穂 from Dan te Lion)
    10. Relation Of People

- 2020.02.19 「Winding road」
  -     1. Winding road

- 2020.09.09 「炎(Homura)」
  -     1. 炎(Homura)

- 2021.1.13 「GO」
  -     1. Winding road
    2. Reach
    3. GO-ON -轟音-
    4. いちごマカロン（月島じゅり from Dan te Lion）
    5. ボクラノオト
    6. 歩み
    7. 炎(Homura)
    8. ハカナシ
    9. TSUMUGI
    10. RISING
    11. Journey（大高羽月 from Dan te Lion）
    12. Little Braver -TYPE GO-

- 2022.5.4 「4you」
  -     1. Admit each (Dan te Lion DANCE TRACK)
    2. PEACE・PIECE・PEACE
    3. Loftily
    4. 天
    5. Now or never
    6. それぞれにつづくみち
    7. イチバンっ！ (染谷音羽 from Dan te Lion)
    8. 透明人間 (DtL.version)

- 2022.8.13 「聲」
  -     1. 聲

## ミュージックビデオ
- 2018年9月2日 Dan te Lion『Re:SISTANCE』 [16]

- 2018年9月27日 Dan te Lion『Re:SISTANCE』Dance Version [17]

- 2019年2月22日 Dan te Lion『Bless you』 [18]

- 2020年4月14日 Dan te Lion『炎(Homura)』 [19]

- 2020年5月2日 Dan te Lion『歩み』 [20]

- 2020年8月23日 カナリア『No Music, No Future』 [21]

- 2020年9月29日 Dan te Lion『ハカナシ』 [22]

- 2020年10月16日 カナリア『鳥・風・花・月』 [23]

- 2021年1月12日 Dan te Lion『Little Braver』[24]

## メディア出演・掲載
- レギュラー 「Dan te Lion の ガォ☆らじ」(Shibuya Cross-FM)[25]

- 2019年12月28日 「おはよう！アイドルヒルズREMIX」(TOKYO MX)[26]

- 2020年03月08日 「Treasure bottle」(東京FM系)[27][28]

- 2020年10月16日 「突撃！友池アラート！」（レインボータウンFM）[29]

- 2021年5月28日 「HADO アイドルウォーズ Sec.17」(2021.5.28 Wow live、YouTube) [30]

## エピソード
- 評として

「センスのよい衣装」（アイドルディスカバリー）」
「ボーイッシュな衣装のメンバーがいたり独特の衣装（地下アイドルまとめ）」
「魂のある歌声、歌とダンス上手い（Treasure bottle）」
「ロック調からEDM調まで幅広い楽曲があるもののどれも一筋縄ではいかないヒネリの効いた楽曲（iColony）」
などが挙げられる。
- 衣装は 美利香 が製作。（1st single クレジットより。以前 根岸まゆみ、成瀬ゆりあとCoverGirlsとして共に活動していた。）

- 結成当初、ラストアイドルと対バンイベントをBOAT RACE桐生などで度々行っていた。（長月翠と染谷音羽は以前 オープニングシスターズ として共に活動していた[35]。)

- メンバーによりソロ活動やユニット活動も行う。

- 同じ事務所所属のユニット Chu Kiss RIP（ちゅーちゅーりっぷ）[36]とのシャッフルユニット Li-Chu（らいちゅー）[37]として出演することもある。

- 成瀬ゆりあ は Chu Kiss RIP[38]の柊叶多とのユニット カナリア[39]や、他社のPOPPiNG EMOの193Rとのユニット YURiKU としても活動。

- アコースティックライブを行うこともある[40]。

### 公式サイト
- Dan te Lionオフィシャルサイト
- abiraise（アビライズ)
- Hot Life Distribution -Official-
- 通販サイト(BASE)

### 動画サイト
- ダンテライオン公式・Dan te Lion - YouTubeチャンネル

### Twitter
- ダンテライオン公式 (Dan te Lion) (@Dan_te_Lion) - X（旧Twitter）
- 染谷 音羽 (Dan te Lion) (@Dan_te_otowa) - X（旧Twitter）
- 成瀬ゆりあ (Dan te Lion) (@Dan_te_yuria) - X（旧Twitter）
- 花野夏咲  (Dan te Lion) (@Dan_te_natsuki) - X（旧Twitter）
- 大高 羽月 (Dan te Lion) (@Dan_te_hazuki) - X（旧Twitter）
- ダンテラくん＠アビライズの人 (@DanteLion_kun) - X（旧Twitter）
- 根岸まゆみ(ネギP) (@NEGI_SHI0707) - X（旧Twitter）
- (株)アビライズ (@abiraise) - X（旧Twitter）
- Hot Life Distribution (@HotLifeD) - X（旧Twitter）

| スタブアイコン | サブスタブ | この項目は、まだ閲覧者の調べものの参照としては役立たない、アイドル（グラビアアイドル・ライブアイドル・ネットアイドル・レースクイーン・コスプレイヤーなどを含む）に関連した書きかけの項目です。この項目を加筆・訂正などしてくださる協力者を求めています（P:アイドル/PJ:芸能人）。 |